# Jackson Lake
Jackson Lake is een meer in het Grand Teton National Park in de Amerikaanse staat Wyoming. Het ligt enkele kilometer ten noorden van Jenny Lake.
Jackson Lake is een natuurlijk meer dat in oppervlakte werd vergroot door de bouw van de Jackson Lake Dam in 1911. Deze dam werd gebouwd ter hoogte van de uitlaat van het meer en werd vergroot in 1916 en versterkt (herbouwd) in 1989. De bovenste tien meter van het meervolume mag door landbouwers van Idaho gebruikt worden om hun akkers te bevloeien. Het meer is een restant van de grote glaciale uitholling van het Tetongebergte in het westen en het Yellowstone Plateau in het noorden. Dezelfde gletsjer vormde voor deel ook de nabijgelegen Signal Mountain.
Jackson Lake wordt voornamelijk gevoed door de Snake River via het noorden van het meer en dezelfde rivier verlaat het meer via de Jackson Lake Dam. Jackson Lake is een van de grootste meren van de Verenigde Staten die op grotere hoogte liggen (2064 m). De watertemperatuur wordt nooit warmer dan 16° C, zelfs niet tijdens de zomer. Een groot aantal vissoorten leven er waarvan er een endemisch is. Meer dan vijftien eilanden liggen in het meer waaronder Elk Island en Donoho Point.
De westelijke oever is alleen te verkennen via wandelpaden met basale kampeerfaciliteiten. Ten oosten van het meer loopt de toegangsweg tot de zuidelijke ingang van Yellowstone National Park.

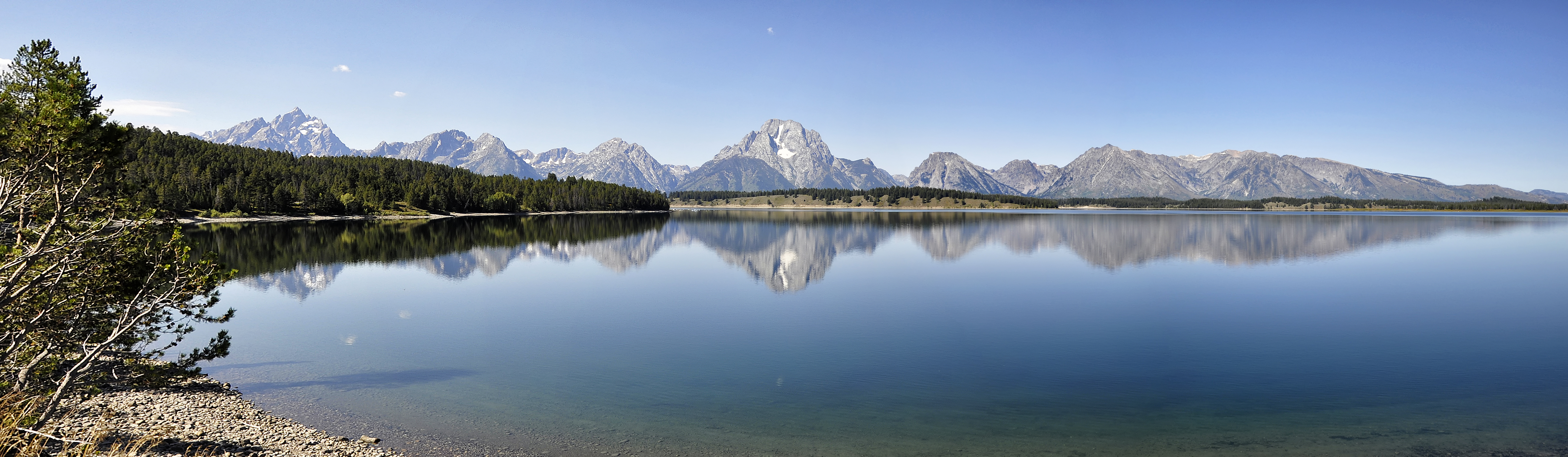
Jackson Lake met Mount Moran centraal in de achtergrond